# 承德东站
承德东站是一个京承铁路和锦承铁路上的铁路车站，位于河北省承德市双桥区大石庙镇太平庄村，建于1976年，目前为四等站，邮政编码为067000。目前客运：办理旅客乘降；行李、包裹托运；货运：办理整车、零担货物发到。